# Parachiton hodgsoni
Parachiton hodgsoni is een keverslakkensoort uit de familie van de Leptochitonidae. De wetenschappelijke naam van de soort is voor het eerst geldig gepubliceerd in 2000 door Sirenko.